# Exhibitionisme

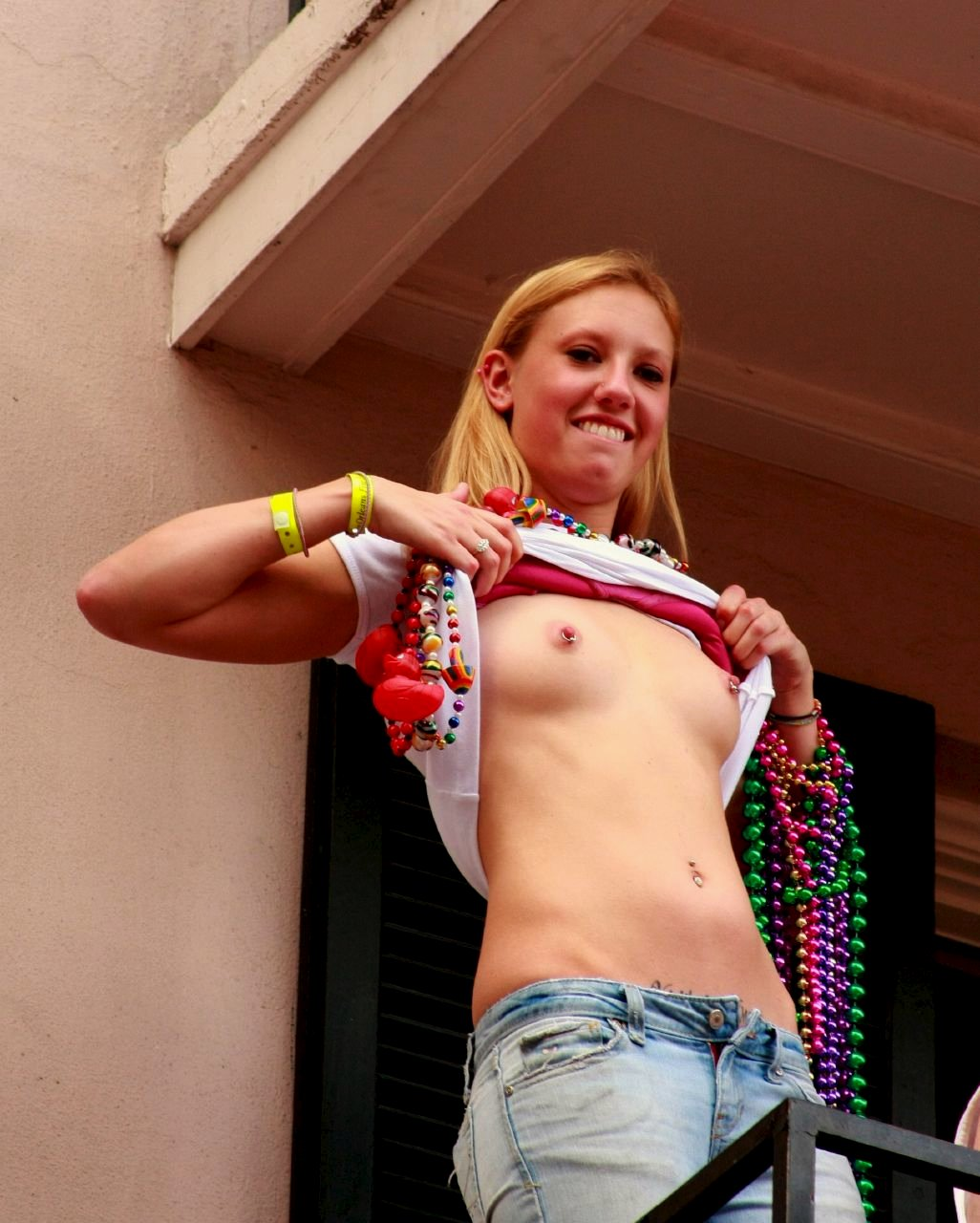
Het ontbloten van borsten tijdens het Amerikaanse Mardi Gras

Exhibitionisme is het zichzelf met bijbedoelingen ontbloten in de publieke ruimte, anders dan bij nudisme, waar het slechts gaat om blootlopen zonder gehinderd te worden door kleding. Voorbeelden van exhibitionisme zijn flashing, publieke seks, moonen en streaken.
Onder exhibitionisme valt ook 'potloodventen', het gedrag van een man die zijn geslachtsdeel in een staat van erectie onverwacht en ongevraagd toont aan een voorbijganger of toeschouwer. Wie ermee wordt geconfronteerd kan schrikken, maar in het algemeen is de exhibitionist niet uit op aanraking en verdere seksuele toenadering.
In ruimer verband wordt het gedrag van iemand die in overdreven mate streeft naar aandacht, of die in overdreven mate informatie over zichzelf prijsgeeft, in overdrachtelijke zin betiteld als een vorm van exhibitionisme. 
Sigmund Freud zag exhibitionisme als het antoniem van voyeurisme, die beide een faciliterende rol spelen bij het tot stand komen van het Ik.

## Wetgeving
Exhibitionisme kan gezien worden als een zedendelict, met name wanneer er sprake is van het opzettelijk lastigvallen van een slachtoffer.
Het Belgisch Strafwetboek beschouwt exhibitionisme als een vorm van openbare zedenschennis. Het misdrijf bestaat uit het opdringen aan andermans zicht van de eigen ontblote geslachtsdelen of van een seksuele daad op een openbare plaats of op een plaats die zichtbaar is voor het publiek (artikel 417/53 Sw.). Deze omschrijving, overgenomen van artikel 222-32 van de Franse Code pénal, wordt verondersteld wildplassers en nudistenstranden buiten schot te houden, evenals private dickpics (die onder elektronische overlast vallen). Strafverzwaring is voorzien wanneer het misdrijf wordt gepleegd in aanwezigheid van een minderjarige of een persoon die in een kwetsbare toestand verkeert.

## Exhibitionistische stoornis
WHO stelt dat exhibitionisme onder bepaalde voorwaarden een parafilie kan zijn; het is terug te vinden in hoofdstuk V van de ICD-10 als seksuele afwijking (F65-2).